# Klin nad Bodrogom
Klin nad Bodrogom és un poble i municipi d'Eslovàquia. Es troba a la regió de Košice, a l'est del país.

## Història
La primera referència escrita de la vila data del 1378.

## Demografia
| Godina             | 1994 | 2004   | 2014   | 2024    |
| ------------------ | ---- | ------ | ------ | ------- |
| Nombre de persones | 206  | 194    | 212    | 185     |
| Diferència         |      | −5,82% | +9,27% | −12,73% |

| Godina             | 2023 | 2024 |
| ------------------ | ---- | ---- |
| Nombre de persones | 185  | 185  |
| Diferència         |      | +0%  |